# Décès en octobre 1994
Décès
- 1990
- 1991
- 1992
- 1993
- 1994
- 1995
- 1996
- 1997
- 1998

Pour une information complémentaire, voir la page d'aide.

| Date       | Nom                               | Activités                                                                               | Âge | Source |
| ---------- | --------------------------------- | --------------------------------------------------------------------------------------- | --- | ------ |
| 2 octobre  | Harriet Nelson                    | Comédienne américaine                                                                   | 85  |        |
| 9 octobre  | Florence Blot                     | Actrice française                                                                       | 82  |        |
| 9 octobre  | Victor Journo                     | Peintre franco-tunisien                                                                 | 76  |        |
| 10 octobre | Jacques Richez                    | Graphiste belge et français                                                             | 76  |        |
| 12 octobre | Sady Rebbot                       | Acteur français, spécialisé dans le doublage                                            | 59  |        |
| 12 octobre | Albert Flocon                     | Graveur et théoricien de la perspective, élève du Bauhaus                               | 85  |        |
| 14 octobre | Egon von Vietinghoff              | Peintre suisse, auteur de livres spécialisés et philosophe de la peinture               | 91  | (en)   |
| 15 octobre | Sarah Kofman                      | Philosophe française                                                                    | 60  |        |
| 18 octobre | Cleews Vellay                     | Ancien président d'Act Up-Paris (1992-1994)                                             | 30  |        |
| 18 octobre | Lee Allen                         | Musicien américain, de rhythm and blues.                                                | 68  |        |
| 18 octobre | Xavier Depraz (Xavier Delaruelle) | Chanteur d'opéra français                                                               | 68  |        |
| 19 octobre | Martha Raye                       | Actrice américaine                                                                      | 78  |        |
| 20 octobre | Burt Lancaster                    | Acteur américain                                                                        | 80  |        |
| 21 octobre | Dan Solojoff                      | Poète, peintre et illustrateur russe puis soviétique et français                        | 86  | (ru)   |
| 22 octobre | Benoît Régent                     | Acteur français                                                                         | 40  |        |
| 24 octobre | Raúl Juliá                        | Acteur portoricain                                                                      | 54  |        |
| 24 octobre | Alexandre Chélépine               | Homme politique soviétique puis russe                                                   | 76  |        |
| 30 octobre | Nicholas Georgescu-Roegen         | Mathématicien et économiste américain d'origine roumaine, théoricien de la décroissance | 88  |        |